# Illex
Illex Steenstrup, 1880 è un genere di totani appartenente alla famiglia Ommastrephidae. È l'unico genere della sottofamiglia Illicinae.

## Tassonomia
Comprende quattro specie:
- Illex argentinus (Castellanos, 1960)
- Illex coindetii (Vérany, 1839)
- Illex illecebrosus (Lesueur, 1821)
- Illex oxygonius Roper, Lu & Mangold, 1969